# 方蚌屬
方蚌屬是美國中西部及中南部特有的淡水蚌的屬，是一種蚌科小方蚌亚科方蚌族的一個淡水雙殼綱軟體動物。

## 型態特徵
方蚌屬物種外殼的珠母層很厚，有很發達的鉸齒。

## 棲息地
牠們棲息在河流，但受到失去棲息地的威脅。

## 物種
2012年，本屬多個物種基於遺傳學及型態學實證而被移往Rotundaria及Theliderma這兩個屬。現時本屬只餘下下列六個物種：

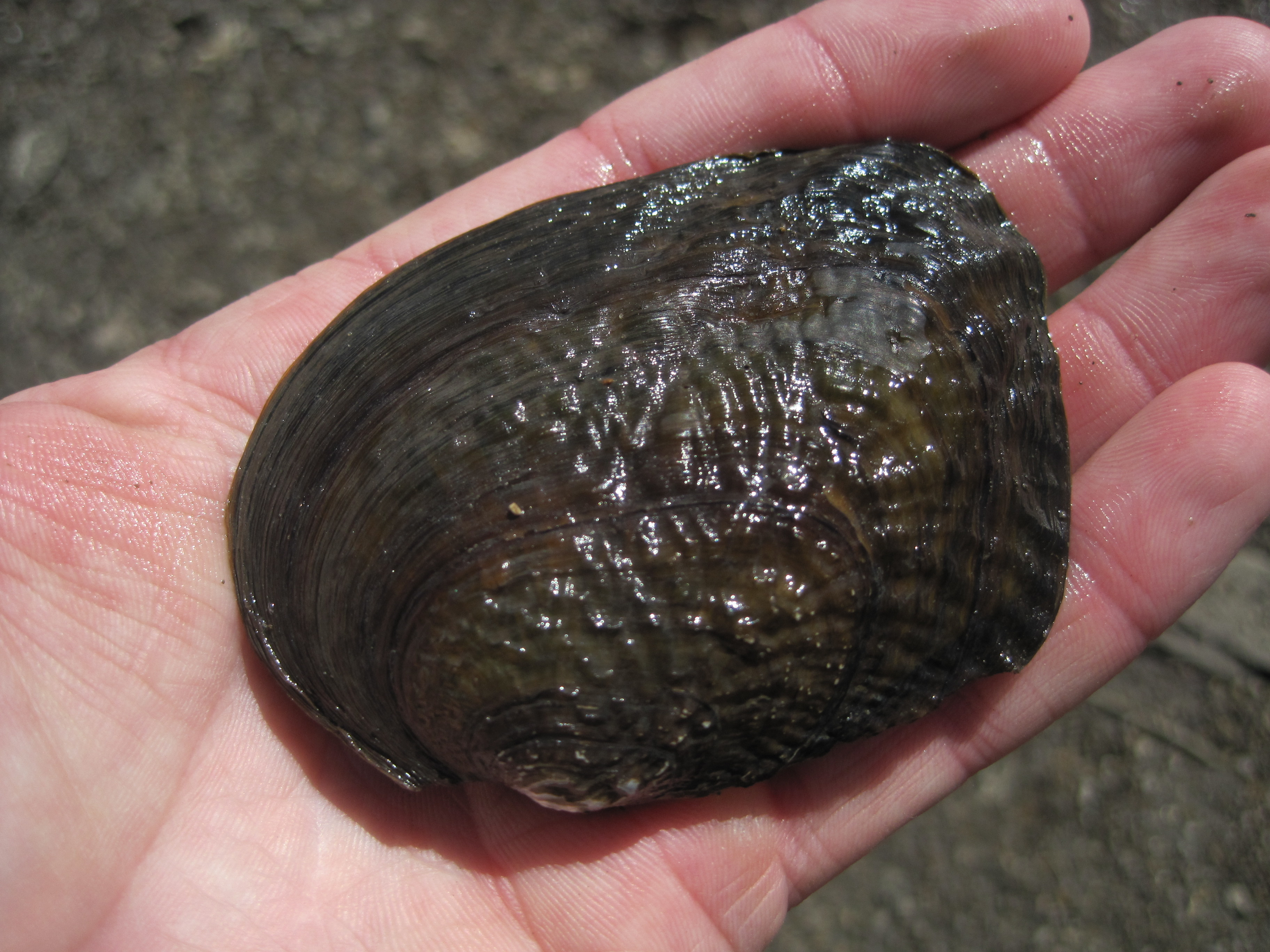
Quadrula verrucosa

- Southern mapleleaf (Quadrula apiculata)
- Winged mapleleaf (Quadrula fragosa)
- Gulf mapleleaf (Quadrula nobilis)
- Mapleleaf (Quadrula quadrula)
- Ridged mapleleaf (Quadrula rumphiana)
- Pistolgrip (Quadrula verrucosa)

以下物種舊屬本屬：
- 中間方蚌
- 稀少方蚌